# Microspio occipitalis
Microspio occipitalis är en ringmaskart som beskrevs av Hartmann-Schröder 1983. Microspio occipitalis ingår i släktet Microspio och familjen Spionidae. Inga underarter finns listade i Catalogue of Life.